# Sveti Stefan
Sveti Stefan este un oraș din comuna Budva, Muntenegru, situat nu departe de centrul comunei – orașul Budva. Conform datelor de la recensământul din 2003, orașul are 411 de locuitori (la recensământul din 1991 erau 421 de locuitori).

## Demografie
În orașul Sveti Stefan locuiesc 317 de persoane adulte, iar vârsta medie a populației este de 38,0 de ani (37,8 la bărbați și 38,1 la femei). În localitate sunt 123 de gospodării, iar numărul mediu de membri în gospodărie este de 3,34.
Populația localității este foarte eterogenă.
|  |

| Demografie | Demografie | Demografie |
| An         | Locuitori  | Locuitori  |
| ---------- | ---------- | ---------- |
|            |            |            |
|            |            |            |
|            |            |            |
|            |            |            |
| 1948       | 42         |            |
| 1953       | 60         |            |
| 1961       | -          |            |
| 1971       | -          |            |
| 1981       | -          |            |
| 1991       | 421        | 416        |
| 2003       | 420        | 411        |

| \| Componența etnică conform recensământului din 2003[2] \| Componența etnică conform recensământului din 2003[2] \| Componența etnică conform recensământului din 2003[2] \| Componența etnică conform recensământului din 2003[2] \| Componența etnică conform recensământului din 2003[2] \| \| ----------------------------------------------------- \| ----------------------------------------------------- \| ----------------------------------------------------- \| ----------------------------------------------------- \| ----------------------------------------------------- \| \| \| \| \| \| \| \| Sârbi \| Sârbi \| \| 256 \| 62,28% \| \| Muntenegreni \| Muntenegreni \| \| 109 \| 26,52% \| \| Musulmani \| Musulmani \| \| 7 \| 1,7% \| \| Croați \| Croați \| \| 6 \| 1,45% \| \| Maghiari \| Maghiari \| \| 2 \| 0,48% \| \| Albanezi \| Albanezi \| \| 2 \| 0,48% \| \| Rusi \| Rusi \| \| 1 \| 0,24% \| \| Macedoneni \| Macedoneni \| \| 1 \| 0,24% \| \| Iugoslavi \| Iugoslavi \| \| 1 \| 0,24% \| \| necunoscută \| necunoscută \| \| 3 \| 0,72% \| |              |  |     |        |
| Componența etnică conform recensământului din 2003 |              |  |     |        |
| |              |  |     |        |
| Sârbi | Sârbi        |  | 256 | 62,28% |
| Muntenegreni | Muntenegreni |  | 109 | 26,52% |
| Musulmani | Musulmani    |  | 7   | 1,7%   |
| Croați | Croați       |  | 6   | 1,45%  |
| Maghiari | Maghiari     |  | 2   | 0,48%  |
| Albanezi | Albanezi     |  | 2   | 0,48%  |
| Rusi | Rusi         |  | 1   | 0,24%  |
| Macedoneni | Macedoneni   |  | 1   | 0,24%  |
| Iugoslavi | Iugoslavi    |  | 1   | 0,24%  |
| necunoscută | necunoscută  |  | 3   | 0,72%  |

## Literatura
- Mala enciklopedija Prosveta, Treće izdanje (1985); Beograd: „Prosveta“. ISBN 978-86-07-00001-2.
- Jovan Đ. Marković (1990): Enciklopedijski geografski leksikon Jugoslavije Sarajevo: „Svjetlost“. ISBN 978-86-01-02651-3.